# Червоне (Краматорський район)
Червоне — селище Костянтинівської міської громади Краматорського району Донецької області, Україна.

## Загальні відомості
Населення становить 269 осіб (станом на 2001 рік). Селище розташоване на південному сході Краматорського району за 10 км від центру громади і проходить автошляхом місцевого значення.

## Географія
| Клімат Червоного        | Клімат Червоного | Клімат Червоного | Клімат Червоного | Клімат Червоного | Клімат Червоного | Клімат Червоного | Клімат Червоного | Клімат Червоного | Клімат Червоного | Клімат Червоного | Клімат Червоного | Клімат Червоного | Клімат Червоного |
| Показник                | Січ.             | Лют.             | Бер.             | Квіт.            | Трав.            | Черв.            | Лип.             | Серп.            | Вер.             | Жовт.            | Лист.            | Груд.            | Рік              |
| Середній максимум, °C   | −3               | −2,3             | 2,9              | 13,9             | 21,2             | 24,9             | 26,6             | 26,0             | 20,3             | 12,3             | 4,5              | −0,1             | 12,3             |
| Середня температура, °C | −6               | −5,5             | −0,4             | 9,2              | 16,0             | 19,7             | 21,5             | 20,7             | 15,4             | 8,3              | 1,7              | −2,7             | 8,2              |
| Середній мінімум, °C    | −9               | −8,6             | −3,7             | 4,6              | 10,8             | 14,6             | 16,4             | 15,5             | 10,5             | 4,3              | −1               | −5,2             | 4,1              |
| Норма опадів, мм        | 45               | 35               | 29               | 39               | 44               | 59               | 52               | 41               | 38               | 30               | 43               | 49               | 504              |
| ----------------------- | ---------------- | ---------------- | ---------------- | ---------------- | ---------------- | ---------------- | ---------------- | ---------------- | ---------------- | ---------------- | ---------------- | ---------------- | ---------------- |
| Джерело:                |                  |                  |                  |                  |                  |                  |                  |                  |                  |                  |                  |                  |                  |

## Населення
Станом на 1989 рік у селищі проживали 385 осіб, серед них — 188 чоловіків і 197 жінок.
За даними перепису населення 2001 року у селищі проживали 269 осіб. Рідною мовою назвали:
| Мова       | Кількість осіб | Відсоток |
| ---------- | -------------- | -------- |
| українська | 173            | 64,31 %  |
| російська  | 95             | 35,32 %  |
| вірменська | 1              | 0,37 %   |

## Політика
На виборах у селищі Червоне працює окрема виборча дільниця, розташована в приміщенні клубу. Результати виборів:
- Вибори Президента України 2004 (перший тур): 171 виборець взяв участь у голосуванні, з них за Віктора Януковича — 89,47 %, за Петра Симоненка — 2,92 %, за Віктора Ющенка — 1,17 %[7].
- Вибори Президента України 2004 (другий тур): 187 виборців взяли участь у голосуванні, з них за Віктора Януковича — 98,40 %, за Віктора Ющенка — 1,60 %[8].
- Вибори Президента України 2004 (третій тур): зареєстрований 191 виборець, явка 99,48 %, з них за Віктора Януковича — 97,89 %, за Віктора Ющенка — 1,05 %[9].
- Парламентські вибори 2006: зареєстровано 162 виборці, явка 77,78 %, найбільше голосів віддано за Партію регіонів — 92,06 %, за «Нашу Україну» — 2,38 %, за блок Наталії Вітренко «Народна опозиція» — 1,59 %[10].
- Парламентські вибори 2007: зареєстровано 156 виборців, явка 83,97 %, найбільше голосів віддано за Партію регіонів — 86,26 %, за Блок Юлії Тимошенко — 5,34 %, за блок Наша Україна — Народна самооборона — 3,05 %[11].
- Вибори Президента України 2010 (перший тур): зареєстровано 157 виборців, явка 86,62 %, найбільше голосів віддано за Віктора Януковича — 80,15 %, за Петра Симоненка — 5,88 %, за Сергія Тігіпка — 3,68 %[12].
- Вибори Президента України 2010 (другий тур): зареєстровано 158 виборців, явка 84,81 %, з них за Віктора Януковича — 91,79 %, за Юлію Тимошенко — 7,46 %[13].
- Парламентські вибори 2012: зареєстровано 139 виборців, явка 64,75 %, найбільше голосів віддано за Партію регіонів — 67,78 %, за Комуністичну партію України — 26,67 % та Всеукраїнське об'єднання «Батьківщина» — 2,22 %.[14] В одномандатному окрузі найбільше голосів отримав Денис Омельянович (Партія регіонів) — 68,89 %, за Юлію Гур (Комуністична партія України) — 17,78 %, за Олега Шипілова (УДАР) — 4,44 %[15].
- Парламентські вибори в Україні 2014: зареєстровано 129 виборців, явка 35,66 %, найбільше голосів віддано за «Опозиційний блок» — 65,22 %, за Комуністичну партію України — 13,04 % та «Народний фронт» — 4,35 %.[16] В одномандатному окрузі найбільше голосів отримав Денис Омельянович (самовисування) — 50,00 %, за Валерія Панасовського (самовисування) проголосували 19,57 %, за Ірину Кириєвську (Сильна Україна) — 8,70 %[17].

## Пам'ятки
- Курган[d] (доба бронзи);
- Курган[d] (доба бронзи);
- Курган[d] (доба бронзи);
- Курган[d] (доба бронзи);
- Курган[d] (доба бронзи);